# Wolfgang Birthler
Wolfgang Birthler (* 28. Januar 1947 in Magdeburg) ist ein deutscher Politiker (SPD). Er war brandenburgischer Landesminister und von 1990 bis 2009 Abgeordneter des Landtages Brandenburg.

## Leben und Beruf
Wolfgang Birthler erlangte 1965 sein Abitur an der EOS in Borna und studierte bis 1971 Veterinärmedizin an der Humboldt-Universität zu Berlin. Anschließend arbeitete er bis 1990 als Bereichstierarzt im Kreis Angermünde. Zwischen 1973 und 1975 leistete er Wehrersatzdienst als Bausoldat.
Wolfgang Birthler ist evangelischer Konfession und absolvierte 1986 bis 1990 eine nebenberufliche Ausbildung zum Gemeindehelfer am Burckhardthaus der Evangelischen Kirche. 
Er war von 1968 bis 1983 mit Marianne Birthler verheiratet, hat mit ihr drei Töchter, ist wieder verheiratet und hat zwei weitere Kinder.

## Politik
Er war 1989 Mitbegründer der SDP im Kreis Angermünde und war von März bis September 1990 auch Mitglied des Kreistages Angermünde. 
Bei den Landtagswahlen gewann er 1990 im Landtagswahlkreis Templin I – Angermünde I sowie 1994 und 1999 im Landtagswahlkreis Uckermark I jeweils das Direktmandat, während er im Jahr 2004 nur über die SPD-Landesliste ins Parlament einzog. 2009 kandidierte er nicht mehr. Von 1990 bis zur Übernahme seines Ministeramtes 1999 war Wolfgang Birthler Vorsitzender der Landtagsfraktion der SPD. 
Vom 13. Oktober 1999 bis 13. Oktober 2004 war er Minister für Landwirtschaft, Umweltschutz und Raumordnung des Landes Brandenburg zunächst im Kabinett Stolpe III und dann im Kabinett Platzeck I.

## Sonstiges
Wolfgang Birthler war 1992 bis 1999 Mitglied des Rundfunkrates des RBB. 